# Rekordjäger (Psychologie)
Als Rekordjäger bezeichnet man in den Fachsprachen  (Wagnisforschung, Erlebnispädagogik, Abenteuerpädagogik), in den Szenesprachen (Extremsport, Abenteuerindustrie) wie auch im allgemeinen Sprachgebrauch einen Menschen, der immer wieder nach neuen Höchstleistungen strebt, die er selbst oder vor ihm noch niemand erreicht hat. 

## Begriff
Der Begriff enthält in den Fachsprachen zunächst eine objektive, wertungsfreie Aussage: Er beschreibt einen Menschen, der sein Interesse dem Sammeln von extremen Leistungen verschrieben hat. Dabei kann es sich um persönliche Rekorde handeln, die das eigene Leistungsniveau immer höher schrauben. Es kann aber auch um den Vergleich mit Konkurrenten über absolute Leistungsgrenzen gehen.
In der Umgangssprache ist der Begriff dagegen leicht negativ konnotiert: Der Rekordjäger gilt in der Wortbedeutung „hinter Rekorden herjagen“ oder „Jagd auf bestehende Rekorde machen“ als oberflächlich, weil es ihm auf die Äußerlichkeit der Höchstleistung ankommt und dabei die inhaltliche Wertausrichtung zur Nebensache gerät oder gar keine Rolle spielt.

## Guinness-Buch-Fanatiker
Seit das in London erscheinende Guinness-Buch der Rekorde Bestmarken aus Sparten wie „natural world“, „human body“, „science & tech & travel & transport“, „amazing feats“, „arts & media“, „modern society“, „sports & games“ sammelt, hat eine wahre Jagd auf Rekorde eingesetzt, die sich ihrerseits in ihrer Skurrilität kaum noch überbieten lassen. Einzelpersonen, Gruppen und ganze Städte streben danach, durch irgendeine Besonderheit mit Extremcharakter in diesem Buch dokumentiert zu werden. So werden Leistungen verzeichnet wie
-wer die meisten Getränkedosen zerquetscht
-wer die meisten Würste oder Eier in sich hineinschlingt
-wer die längsten Fingernägel hat
-wer die meisten Tennis-Ballwechsel vollbringt
-wer die längste Kette aus Plastiktüten herstellt
-wer den Rekord im Dauer-Küssen (Hamburg) oder im Massen-Küssen (Mexiko) überbieten kann
Im Sport werden die schnellsten, die meisten, die aufregendsten Tore gezählt, die Berufssportler zustande bringen oder die Masse eines Fahrzeugs gewogen, die ein Kraftsportler mit reiner Muskelkraft bewegen kann.
Im Technikbereich geht es um das höchste Bauwerk, die längste Brücke, den stärksten Sender oder das schnellste Auto.

## Abenteurer
Der Abenteurer sucht Spannungsreize und findet sie u. a. bei den Versuchen, wagnishaltige Unternehmungen zu starten, die diesem Drang entgegenkommen, die nicht jedem zugänglich sind und Aufsehen erregen. Die Abenteuer werden dabei immer ausgefallener und verwegener, je mehr der Abenteurer bereits an Risikoerfahrung gesammelt hat und je mehr er sich noch zutraut. Die Erwartung, das Abenteuer vermarkten zu können, spielt auch hier meist eine wesentliche Rolle, wie aus der Resonanz in den Print- und Show-Medien erkennbar wird.
„Abenteuerlich“ sind auch Versuche, sich in eine Rekordlücke einzufügen und sich z. B. einen Platz in der Besteigungsgeschichte eines Berges zu sichern: Man will der jüngste, älteste, am stärksten behinderte Besteiger eines Berges sein. So versuchte ein Bergsteiger, sein Baby im Rucksack auf den Mont Blanc zu tragen. Ein Dreizehnjähriger wurde von den Sherpas mitsamt seiner ganzen Familie auf den Mount Everest gehievt. Neunzigjährige erobern das Matterhorn. Man will als erste Frau, als erster Deutscher, als erster Winterbesteiger eines Berges gelten. Es werden immer neue Rekordziele erfunden (Besteigung aller Achttausender, der „Seven Summits“/„goldenen“ Erdteilgipfel), – im Alleingang, mit Skiern, ohne Sauerstoffmaske, in kürzester Zeit (im sogenannten Alpinstil).
Mit dem Abenteurer hat eine Lebensgestaltungsform berufsmäßige Züge entwickelt, die durch Sponsorenunterstützung und eine geschickte Vermarktung zu einem einträglichen Geschäft geworden ist.

## Extremsportler
Das Prinzip des „Citius, altius, fortius“ („schneller, höher und weiter, tapferer und stärker“) wurde mit der Gründung der Olympischen Spiele der Neuzeit von Pierre de Coubertin als Abbild der Leistungsgesellschaft im Sport neu erweckt und populär gemacht. Listen der olympischen Rekorde und der erfolgreichsten Olympioniken werden seit dem Altertum geführt. Hinzu kam in der Neuzeit das Trachten nach Rekorden auf allen Leistungsebenen bis zu Weltrekorden.
Statistiken halten die Leichtathletik-Weltrekorde in den einzelnen Disziplinen fest: Wer erreicht die größte Weite, Höhe, Kraft-, Schnelligkeits- oder Ausdauerleistung. Wer erzielt die meisten Titelgewinne. Wer hält sich am längsten an der Spitze einer Disziplin. Dabei werden die Rekordmarken – auch durch eine bessere Ausrüstung und zunehmende Professionalisierung – immer neu gesetzt, wird das Leistungsniveau immer höher geschraubt. In nichtolympischen Sportarten werden Erstbegehungen gesammelt (Bergsteigen, Klettern) oder Höhen- und Weitenrekorde aufgestellt (Gleitschirmfliegen, Hängegleiten).

## Grenzgänger
Der Grenzgänger bewegt sich mit seinen Ambitionen nach Spannungsreizen auf der Scheide zwischen Leben und Tod. Er versucht, an die äußerste Grenze des Menschenmöglichen vorzudringen und dabei unerwartete, übermenschliche Höchstleistungen zu vollbringen, die von den Massen bestaunt werden. So suchte der Höhenbergsteiger Reinhold Messner, der sich selbst als professionellen Grenzgänger versteht, nach den Herausforderungen im Hochgebirge weitere Rekorde mit der Durchquerung von Sand- und Eiswüsten aufzustellen.
Der Fallschirmspringer Felix Baumgartner erregte im Oktober 2012 als Gipfelpunkt seiner Grenzgängerkarriere starkes Aufsehen mit seinem Stratosphärensprung aus fast 40 Kilometern Höhe und einem freien Fall von fast 37 Kilometern bei einer Geschwindigkeit von 1357,6 km/h. Zuvor hatte er bereits sämtliche Höchstmarken überboten, die Basejumper vor ihm gesetzt hatten.
In früheren Zeiten galten Menschen, die mit ihrem Mut scheinbar Unmögliches wagten wie die Flugpioniere Otto Lilienthal oder Charles Lindbergh als Verrückte. Sie kamen wie die modernen Grenzgänger erst zu Anerkennung und Ehren, nachdem sich ihre systematisch gesteigerten Rekordleistungen als erreichbar erwiesen.

## Bewertung
Die Motivationslage der Rekordjäger ist nicht einheitlich strukturiert, und ihre Leistungen sind höchst unterschiedlich zu bewerten: Nach den Untersuchungen des Experimentalpsychologen Siegbert A. Warwitz resultiert das Bestreben, irgendwie ins Guinness-Buch der Rekorde zu gelangen, in erster Linie aus einem ausgeprägten Selbstdarstellungsverlangen, danach aus einem Spieltrieb und der Lust an einer Aufmerksamkeit erregenden außergewöhnlichen Showvorstellung.
Abenteurer suchen nach Warwitz vor allem die spannende Selbsterfahrung und das aufregende Erlebnis, um das Lebensgefühl zu intensivieren und die Lebensqualität zu steigern. Bei den frühen Freibeutern ging es auch um Landeroberung und Bereicherung. Die Piraten im Dienste ihrer Majestäten Walter Raleigh, Francis Drake oder Hernando Pizarro sind dafür klassische Beispiele. Um in unserer Zeit die Abenteuer einträglich gestalten zu können, müssen sie möglichst ausgefallen und spektakulär und damit auch gefährlich sein. Sie finden in der breiten Öffentlichkeit vor allem dann eine ungeteilte Zustimmung und Bewunderung, wenn sie unter einem Werthorizont stehen, z. B. das Zählen der geretteten Menschen bei Bergwacht-Einsätzen.
Extremsportler wie Grenzgänger schöpfen ihre Antriebsenergien vorrangig aus dem Bewusstsein einer außergewöhnlichen eigenen Leistungsfähigkeit und dem Bedürfnis, diese im Wettkampf und im Überbieten der anderen als Spannungserlebnis auszukosten. Es geht um das Erfahren von Überlegenheit, den Genuss der öffentlichen Wahrnehmung. Sie wollen sich aus der Masse der namenlosen Durchschnittsbürger herausheben, den eigenen Namen bekannt machen und dabei Bewunderung und Selbstbewusstsein ernten.  Mit der Dokumentation ihrer Leistungen in Tabellen der Szenen und in Autobiografien arbeiten sie auch an ihrem Nachruhm. Es lohnt sich für besonders erfolgreiche und geschickte Vertreter dieser Motivationsrichtung sogar wirtschaftlich, die Abenteuersuche, den Extremsport oder den Grenzgang zur Lebensmaxime zu machen, zumal sie dem Menschentypus des Philobaten in seinem Lebensgefühl entgegenkommen.
Rekordjäger können auch im sozialen Rahmen eine durchaus konstruktive Rolle spielen: Sie tragen in der modernen Mediengesellschaft mit Live-Vorführungen, Filmdokumentationen, Bildberichten, Talkshows oder Interviews wesentlich zur Unterhaltung der Menschen bei. Darüber hinaus sind sie von ihrem mentalen und physischen Leistungspotenzial her in der Lage, mit dem mutigen Einsatz ihrer ganzen Persönlichkeit zum Fortschritt wissenschaftlicher Erkenntnisse oder der technischen Entwicklung beizutragen. So haben zahlreiche Pionierleistungen, etwa die Fahrten der großen Entdecker James Cook, Sven Hedin, David Livingstone oder die fliegerischen Leistungen eines Otto Lilienthal, Charles Lindbergh, Bertrand Piccard dem Erkenntnisgewinn und Nutzen der Menschheit gedient.
Das Eintauchen in das spannungsgeladene, gefahrvolle Leben und das erfolgreiche Risikomanagement kann aber auch rauschartige Züge annehmen.  Dabei besteht die Gefahr, dass unablässiges Rekordstreben Selbstzweckcharakter bekommt, zur Verhaltenssucht wird und letztendlich in die Selbstzerstörung mündet. Dies deutet sich z. B. an, wenn der Rekord um jeden Preis, also auch mit Drogenunterstützung und ohne Rücksicht auf die Gesundheit und die natürliche persönliche Leistungsgrenze gesucht wird. Die Wagnisforscher Michael Apter, David Le Breton und Horst Opaschowski haben vor allem diesen Gesichtspunkt in ihren Arbeiten herausgestellt.